# Falaises du Mont Caume
Falaises du Mont Caume este o arie protejată (arie de protecție specială avifaunistică — SPA) din Franța întinsă pe o suprafață de 213 ha, integral pe uscat.

## Localizare
Centrul sitului Falaises du Mont Caume este situat la coordonatele 43°10′59″N 5°54′55″E / 43.18306°N 5.91528°E.

## Înființare
Situl Falaises du Mont Caume a fost declarat arie de protecție specială avifaunistică în baza directivei 79/409 din 1979 referitoare la conservarea păsărilor sălbatice pentru a proteja 10 specii de animale.

## Biodiversitate
Situată în ecoregiunea mediteraneană, aria protejată nu include niciun habitat protejat.
La baza desemnării sitului se află mai multe specii protejate de  păsări (10): fâsă-de-câmp (Anthus campestris), buha (Bubo bubo), șerpar (Circaetus gallicus), presură de grădină (Emberiza hortulana), șoim călător (Falco peregrinus), Hieraaetus fasciatus, sfrâncioc roșiatic (Lanius collurio), ciocârlie de pădure (Lullula arborea), Pyrrhocorax pyrrhocorax, silvie de tufiș (Sylvia undata).
Pe lângă speciile protejate, pe teritoriul sitului au mai fost identificate 12 specii de păsări.